# Kaprije (wieś)
Kaprije – wieś w Chorwacji, w żupanii szybenicko-knińskiej, w mieście Szybenik. W 2011 roku liczyła 189 mieszkańców.